# HK P11
Pour les articles homonymes, voir HK et P11.

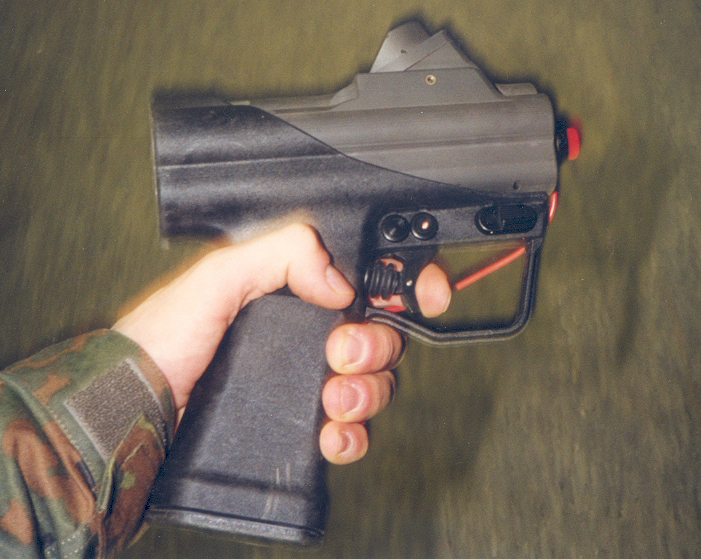
Heckler & Koch P11

Le HK P11 est un pistolet sous-marin allemand produit par la firme Heckler & Koch. Commercialisé à partir de 1976, il est en service dans de nombreuses unités de nageurs de combat d'Europe occidentale, mais aussi dans les forces spéciales américaines et israéliennes.

## Description
Cette arme à feu sous-marine est constituée d'un canon magasin et d'une poignée électrique de mise à feu. L'ensemble canon-magasin se compose de cinq tubes lanceurs étanches enfermant autant de mini-fléchettes de six millimètres de diamètre dotées chacune d'un dard en tungstène de cinq millimètres. 
L'énergie électrique nécessaire à la mise à feu est fournie par cinq piles logées dans la cavité étanche de la poignée. 
Le volume important du pontet permet l'emploi de gants de plongée.